# 대한민국 형사소송법 제87조
대한민국 형사소송법 제87조는 구속의 통지에 대한 형사소송법의 조문이다.

## 조문
제87조(구속의 통지) ① 피고인을 구속한 때에는 변호인이 있는 경우에는 변호인에게, 변호인이 없는 경우에는 제30조제2항에 규정한 자 중 피고인이 지정한 자에게 피고사건명, 구속일시·장소, 범죄사실의 요지, 구속의 이유와 변호인을 선임할 수 있는 취지를 알려야 한다.  <개정 1987.11.28., 1995.12.29.>
②제1항의 통지는 지체없이 서면으로 하여야 한다.  <개정 1987.11.28.>

第87條(拘束의 通知) ① 被告人을 拘束한 때에는 辯護人이 있는 境遇에는 辯護人에게, 辯護人이 없는 境遇에는 第30條第2項에 規定한 者 中 被告人이 指定한 者에게 被告事件名, 拘束日時·場所, 犯罪事實의 요지, 拘束의 이유와 辯護人을 選任할 수 있는 趣旨를 알려야 한다.  <개정 1987.11.28., 1995.12.29.>
②第1項의 通知는 지체없이 書面으로 하여야 한다.  <개정 1987.11.28.>

## 참고 문헌
- 손동권 신이철, 새로운 형사소송법(초판, 2013), 세창, 2013. ISBN 9788984114081

## 같이 보기
- 대한민국 헌법 제12조 신체의 자유
- 미란다 원칙